# 2020年4月

## 4月1日
- 2020年美國人口普查开始。[1]
- 西班牙感染COVID-19的人数超过十万。[2]
- 越南政府总理阮春福宣布全国自当日起进行15天的社会隔离防范COVID-19。[3]
- 2020年温布尔登网球锦标赛宣佈取消。[4]

## 4月2日
- 截止至16时（ET），全球COVID-19感染人数突破一百万。[5]

## 4月4日
- 獲選為工黨黨魁，成為英國反對黨領袖。[6]
- 法国德龙省发生持刀袭击事件，造成至少2人死亡、8人受伤[7]。
- 夜间，刚果民主共和國伊图里省一矿区发生持枪袭击，3名中華人民共和国公民遇害[8]。

## 4月7日
- 菲律賓政府宣布因COVID-19鎖國延長至4月30日止。[9]

## 4月8日
- 氣旋哈羅德直襲斐濟，帶來洪水並摧毀居民房屋。[10]
- 因嚴重特殊傳染性肺炎疫情，義大利宣布禁止載有難民的船隻停泊在該國港口。[11]
- 伯尼·桑德斯宣佈退出2020年美國總統選舉民主黨初選。[12]

## 4月10日
- 葉門確診第一起嚴重特殊傳染性肺炎案例。[13]

## 4月11日
- 土耳其實施長達48小時宵禁，以遏止嚴重特殊傳染性肺炎疫情。[14]

## 4月12日
- 鮑里斯·強森從嚴重特殊傳染性肺炎康復出院。[15]

## 4月13日
- 微软在Windows 10上将Windows Defender重新命名为Microsoft Defender。[16]
- 13日，在乌克兰切尔诺贝利核电站禁区，一起疑似人为纵火引发的森林大火仍在持续，已经蔓延至离高放射性废料的储存地点仅有两公里的区域。[17][18]

## 4月14日
- 首尔地铁于永登浦站至新吉站区间发生脱轨，无人员受伤。[19]
- 美国总统唐納·川普宣布美国暫停向世界卫生组织撥款。[20]
- 哈萨克斯坦外交部召见中華人民共和国大使，对搜狐网上的《“哈萨克斯坦”为何渴望回归中国？》文章表示不满。[21]

## 4月15日
- 2020年大韩民国国会选举進行投票。[22]

## 4月18日
- 加拿大新斯科舍省发生随机杀人事件，事件导致包括主谋在内的23人死亡[23]。

## 4月20日
- 尼日利亚西北部发生武装袭击，47人丧生[24]。

## 4月22日
- 美国南部3州遭遇龙卷风袭击，造成至少7人死亡[25]。

## 4月24日
- 沙特阿拉伯最高法院宣布废除鞭刑。[26]

## 4月26日
- 臺灣臺北市林森北路錢櫃KTV於上午10時許發生火警，至少造成5人死亡、2人命危、5人意識不清[27]。

## 4月29日
- 小行星(52768) 1998 OR2在距離地球約630萬公里處掠過。[28]

## 4月30日
- 俄羅斯總理米哈伊尔·米舒斯京對2019冠狀病毒病測試呈陽性。[29]